# 康拉德·布伦克曼
康拉德·布伦克曼（瑞典語：Conrad Brunkman，1887年1月20日—1925年5月27日），生于赫尔辛堡，瑞典男子赛艇运动员。他曾代表瑞典参加1912年夏季奥林匹克运动会赛艇比赛，获得男子四人单桨有舵手内桨架银牌。